# 大矢田のヒンココ
大矢田のヒンココ（おやだのヒンココ）とは、岐阜県美濃市に伝わる民俗芸能で、大矢田神社の祭礼（例大祭）で氏子が奉納する人形劇である。「大矢田のヒンココ」は県の指定重要無形民俗文化財および国の選択無形民俗文化財としての名称であり、ひんここ祭、大矢田ヒンココ、大矢田ひんここ祭とも呼ばれる。

## 概要

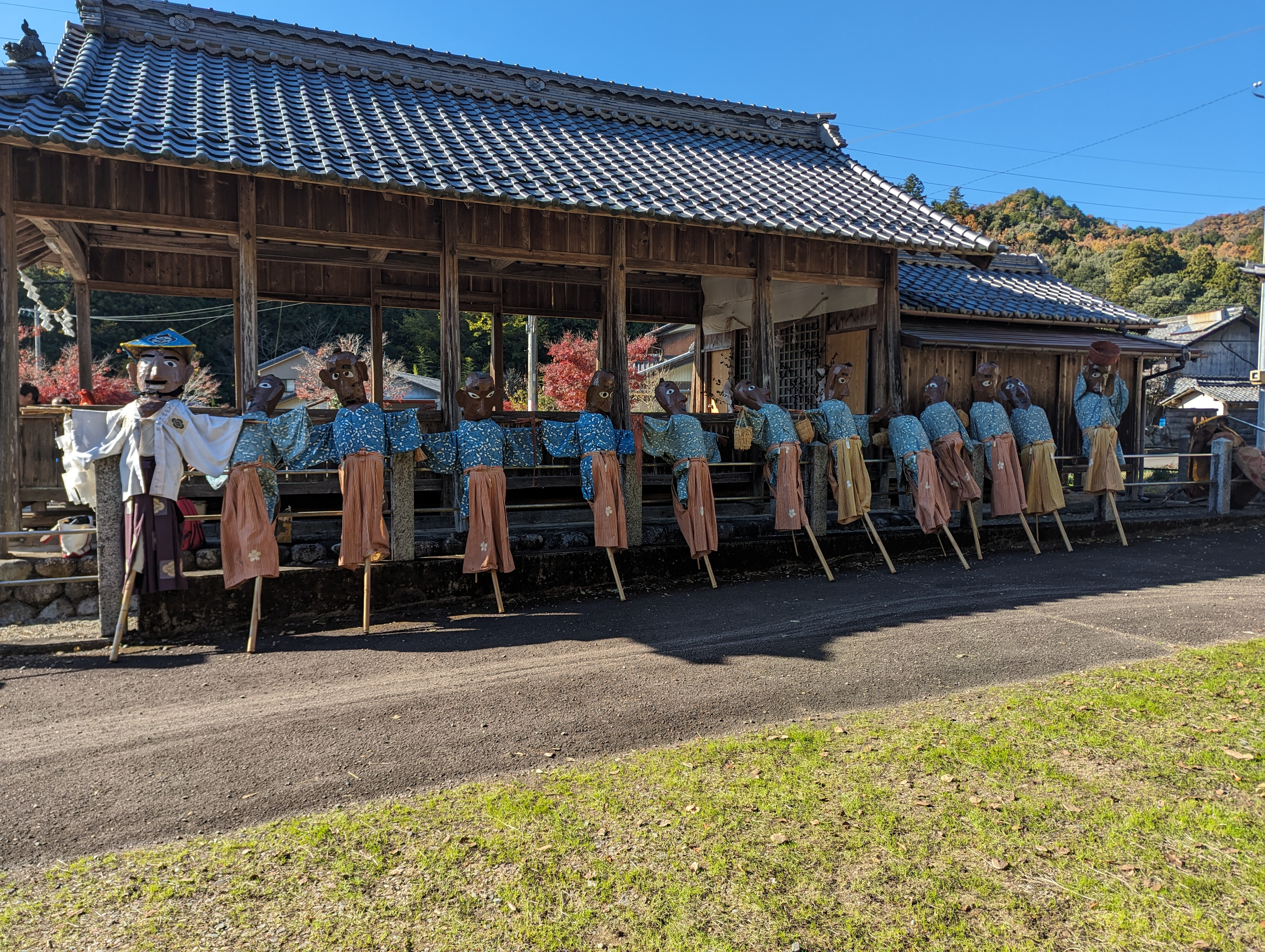
祭りで使用される人形

大矢田神社の例大祭で、お旅所のある小山の山腹で演じられるものであり、農耕守護、豊作祈願の神事である。人形劇の「ヒンココの舞」を中心とし、稚児渡、獅子渡、稚児舞、獅子舞が行われる。元々は10月18日に行われていたが、現在は大矢田神社の春の例祭（4月の第2土曜・日曜）と11月23日の秋のもみじ祭りに演じられている。
（大正４年頃は大矢田神社の祭礼が１０月７・８日でした。気候の関係か、この日は毎年雨降り続きで大矢田祭には「傘を忘れるな」でした。その関係か、１０日延ばして１０月１７・１８日に変更されました。）
令和2年度より、4月から、10月第3土曜日の翌日曜日に変更されました。
また、大矢田神社もみじ谷期間中のイベント「ひんここの舞」は11月第4日曜日に変更されました
ヒンココという呼称の由来は不明であるが、お囃子の中に「ヒンココ、チャイイココ、チャイチャイホーイ」という掛け声からという説もある。
起源は不明であるが、大矢田神社の記録では寛正3年（1462年）となっている。元和元年（1615年）以降の祭事の古写本が伝えられており、少なくとも江戸時代初期から行われていたと思われる。
1976年（昭和51年）8月に岐阜県指定重要無形民俗文化財に指定され、1999年（平成11年）には国の記録作成等の措置を講ずべき無形の民俗文化財（選択無形民俗文化財）に選択された。
元々は十数件の山本姓の住民で構成される山本連中が行っていたが、1965年（昭和40年）を最後に中止。翌年から1970年（昭和45年）までは大矢田神社の歴代役員が行い、1971年（昭和46年）からは氏子総代が行っていた。現在は大矢田ヒンココ保存会により行われている。
例大祭（ひんここ祭）は早朝から行われる。午前3時頃より松明をともし、笛・太鼓・摺鐘の囃子とともに、ヒンココの舞で使用される人形が道行きをする。神輿がお旅所につくと、流鏑馬、組渡、山車の稚児の舞、獅子舞などが行われる。午後3時頃にお旅所東方の山の中腹でヒンココの舞が行われる。舞が終わるとお旅所の神輿は本殿に戻り、祭りは終わる。
ヒンココの舞は、スサノオのヤマタノオロチ退治を表現したものと言われている。ヒンココの舞で使用される人形は神人、農夫、大蛇、猩々姫、竜（小蛇）である。神人の人形は高さ240cmで右手に大麻を持った禰宜の姿をしているが、舞の途中でスサノオに変貌する。農夫は12体あり、高さ210cmで頭が細長く、手に様々な農具や道具を持つ。大蛇は4分割されており頭部は長さ310cmで口が大きく開く、胴体は2体あり長さ330cm、尾部は長さ350cmで先端には剣（天叢雲剣）がある。猩々姫は高さ94cmで右手に釣り竿を持ちクシナダヒメを表す。竜（小蛇）は長さ100cm。神人、農夫、大蛇は籠に紙を貼って作られており、神人、農夫は顔のみ籠で胴体は案山子である。顔も目、口、鼻を手書きしたシンプルなものである。猩々姫と竜（小蛇）は単純な動きのからくり人形である。1970年（昭和45年）まではヒンココの舞で使用される人形の一部（神人、農夫、大蛇）は毎年新たに製作され、終了すると供養（焼却）されていたが、1971年（昭和46年）以降は人形は保管し、修繕を行って再使用されている。

## ヒンココの舞
ヒンココの舞は山の中腹に幕を2段にめぐらした舞処で行われる。下段では神人、農夫、大蛇による舞が、上段では屋形（縦130cm・横120cm・高さ250cm。手前に長さ300cmの箱があり、滝を表す）で猩々姫、竜（小蛇）による舞が行われる。両者は同時に行われる。

### 奉迎の舞
神人が禰宜として囃子に合わせて左・右・左とと廻る。これはお祓いを意味すると言われる。なお、ヒンココの舞全体での神人の人形の舞の基本の動きは以下のとおりであり、大きく動くなどの違いはあるがほぼ同じである。
- 左へ1回 - 左へ廻しながら低く振り、高く振って元の姿に戻す。お囃子は「ヒーンココ」と聞こえる。

- 右へ1回 - 右へ廻しながら低く振り、高く振って元の姿に戻す。お囃子は「チャイーココ」と聞こえる。

- 真ん中に戻す - 真ん中で人形を高く掲げ、更に首を後ろにそらす。お囃子は「チャイ、チャイ、ホーイ」と聞こえる[9]。

### 奉祝の舞
神人（禰宜）が大神を迎えた祝福を表す舞。舞は奉迎の舞と同じであるが、飛び上がるように大きく動き、舞台の中央、左、右と位置を変えながら舞う。

### 大蛇退治の舞
12体の農夫の人形が囃子に合わせて舞いながら舞台に現れ、3回廻る。神人（禰宜）は舞台中央で奉祝の舞と同じ舞を行う。農夫の人形が舞い終えると大蛇の人形が現れ、農夫の人形を次々と倒していく。神人（禰宜）は舞いながら大蛇を追う動きをする。このときに禰宜はスサノオに変貌する。スサノオは勢いよく舞い、大蛇を退治する。

### 奉送の舞
スサノオは左右に移りながら舞い、禰宜に戻る。

### 猩々姫の舞と竜の舞
農夫の人形が現れるころ、屋形の暖簾が開けられ、猩々が現れる。猩々姫は舞いながら釣り竿で滝にいる鯛を釣り上げるが、滝にいる竜が舞いながらその鯛を飲み込み、猩々姫の邪魔をする。これらが繰り返される。スサノオが大蛇の退治したと同時に、竜は滝から滑り落ちて倒れる。

### 猩々姫祝寿の舞
猩々姫は鯛を釣り上げ、鯛を前後左右に振り回し、喜びを表す。